# Zero V
Zero V (Aldeia 05) ist eine osttimoresische Aldeia im Suco Fatuhada (Verwaltungsamt Dom Aleixo, Gemeinde Dili). 2015 lebten in der Aldeia 2035 Menschen.

## Lage und Einrichtungen

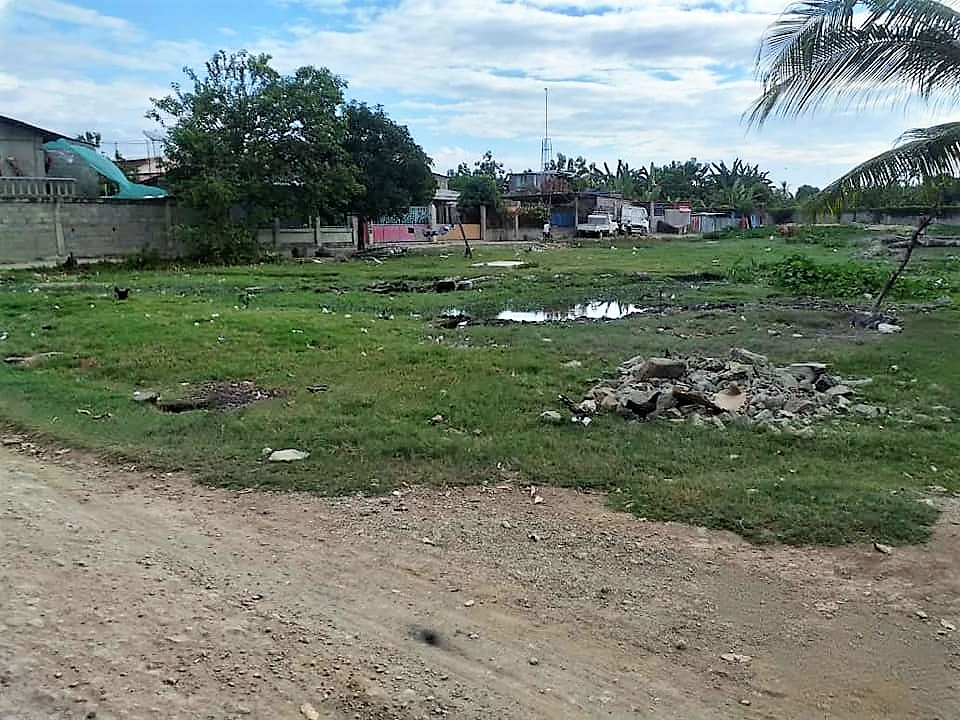
In der Aldeia Zero V

Zero V entspricht in etwa den Stadtteilen Markoni und Mataruak. Die Aldeia liegt im Nordwesten von Fatuhada. Südlich befindet sich die Aldeia Zero III und östlich der Rua de Ai-Teka die Aldeia Zero I. Im Westen grenzt Zero V mit der Avenida Luro Mata an den Suco Bebonuk. Am Ufer im Norden liegt jenseits der Avenida de Portugal der Praia dos Coqueiros.
In Zero V befinden sich die Botschaften von Malaysia, der Vereinigten Staaten, die ehemalige Botschaft von Norwegen und das Honorarkonsulat von Mexiko.